# Carla Salomé Rocha
Carla Salomé Rocha, née le 25 avril 1990 à Vizela au Portugal, est une athlète portugaise, spécialiste des courses de fond et de cross-country.

## Palmarès
| Année | Compétition                            | Lieu     | Résultat | Épreuve    |
| ----- | -------------------------------------- | -------- | -------- | ---------- |
| 2017  | Marathon de Prague                     | Prague   | 6e       | Marathon   |
| 2018  | Marathon de Berlin                     | Berlin   | 8e       | Marathon   |
| 2019  | Marathon de Londres                    | Londres  | 8e       | Marathon   |
| 2019  | Championnats d'Europe de cross-country | Lisbonne | 10e      | Individuel |
| 2021  | Jeux olympiques                        | Tokyo    | 30e      | Marathon   |

## Records
| Épreuve         | Performance     | Date            | Lieu                       |
| --------------- | --------------- | --------------- | -------------------------- |
| 2 000 m steeple | 6 min 48 s 85   | 2 juin 2007     | Braga                      |
| 3 000 m steeple | 9 min 51 s 91   | 12 mai 2012     | Lisbonne                   |
| 3 000 m         | 9 min 13 s 53   | 26 mai 2012     | Vila Real de Santo António |
| 5 000 m         | 15 min 52 s 17  | 27 juillet 2014 | Lisbonne                   |
| 10 000 m        | 32 min 5 s 82   | 21 mai 2016     | Parliament Hill            |
| 10 km           | 32 min 22 s     | 11 janvier 2015 | Maia                       |
| Semi-marathon   | 1 h 12 min 12 s | 14 octobre 2018 | Lisbonne                   |
| Marathon        | 2 h 24 min 47 s | 28 avril 2019   | Londres                    |